# ジョンソンM1941軽機関銃
ジョンソンM1941軽機関銃（ジョンソンM1941けいきかんじゅう、M1941 Johnson machine gun）は、第二次世界大戦期にアメリカ合衆国で開発された軽機関銃である。メルヴィン・ジョンソンが設計した。アメリカ軍による制式採用には至らず、一部部隊で比較的少数が運用されるに留まった。最終生産数は9,500丁

## 特徴
この銃は「軽機関銃」（light machine gun）と呼ばれていたが、比較的軽量で弾帯給弾機能も備えていなかったことから、アメリカ軍においてはブローニングM1918と同等の「自動小銃」（automatic rifle）に相当する自動火器と見なされた。設計者ジョンソン自身も、軽機関銃ではなく自動小銃、あるいは「軽機関小銃」（light machine rifle）という表現を好んだ。これは必要に応じ、小銃のように構えて射撃することも可能である点を強調するためだった。
初期モデルにはジョンソン小銃と同型の銃剣を取り付けるための着剣ラグがあった。セレクティブファイア機能を備え、セミオート射撃時にはクローズドボルト、フルオート射撃時にはオープンボルトの状態から発砲が行われた。そのためセミオート射撃からフルオート射撃へ直接移行する際には、ボルトを手動で後退させる必要があり、薬室の弾薬一発を使わないまま排出することとなった。銃身交換は容易で、マニュアルによれば、5-6秒で交換が可能とされていた。直銃床レイアウトのため、照準器の位置は比較的高く、とくにリアサイトは起倒式である。二脚は着脱が可能だった。銃身交換時には二脚を取り外す必要があった。
左側面から装填する20連発箱型弾倉にも独特の設計が取り入れられていた。マガジンリップは機関部側に組み込まれており、弾倉側には設けられておらず、マガジンリリースレバーと噛み合うストッパーが弾薬を固定する役割を兼ねていた。機関部にはジョンソン小銃と同方式の5連発ロータリー型弾倉が組み込まれていた。弾倉を交換せずにクリップで追加装填を行うことも可能で、銃内部には25発の弾薬を保持することができた。単列式のため長く嵩張ったほか、破損もしやすかった。
ロータリー型弾倉は、ブローニングM1918の弾倉をそのまま装填できた初期型ジョンソン小銃の試験の際、弾薬を逆に装填して弾倉のフィードリップを破損させた兵士がおり、これをM1ガーランドの成績を高めるための「不正」の一環だと考えていたジョンソンが、同様の「不正」を行えない機構として考案したものである。ジョンソン軽機関銃の弾倉がダブルフィードではなくシングルフィードなのも、やはり「不正」を警戒しての設計であった。

## 歴史

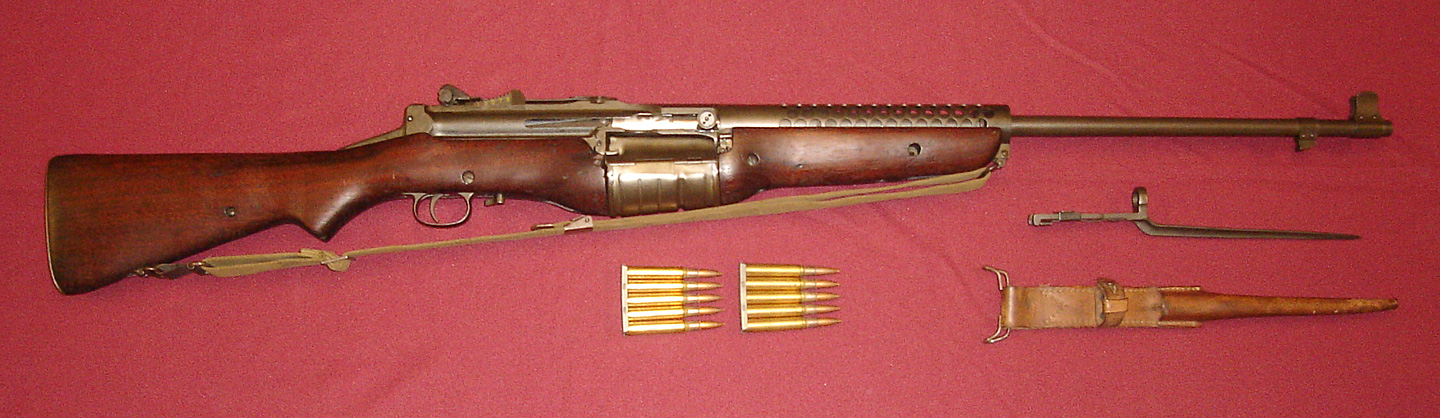
ジョンソン小銃

予備役海兵大尉でもあった弁護士のメルヴィン・ジョンソンは、当時次期主力小銃の有力候補と目されていた半自動小銃に否定的な評価を下した銃器設計者の1人だった。ジョンソンの見解において、2つの有力候補、すなわちジョン・ガーランド設計案（M1ガーランド）とジョン・ピダーセン設計案（ピダーセン自動小銃）は、いずれも欠陥があり、大量生産にも向かないとされた。こうしてジョンソンは信頼性や射撃精度がより優れ、量産にも適した小銃の設計に着手し、1935年にスクラップ部品を用いて最初の試作品を完成させた。1937年9月28日には一連の銃器設計に関連する最初の特許（アメリカ合衆国特許第 2,094,156号）を取得している。
ジョンソンは自ら設計した小銃を採用するように軍部へと働きかけ、いくつかの試験では良好な成績を収めたものの、既に陸軍がガーランド小銃の採用を決定し、量産体制も整えられていたため、部品調達など兵站上の理由を背景に、ジョンソンは1941年初めにガーランド小銃への支持を表明し、自らの設計案を撤回した。 
当時、ジョンソンは小銃と並行して軽機関銃の設計も行っていた。これは小銃と同様の動作機構を採用し、部品も大部分が共通で、同じ設備で容易に製造することができた。重量は12ポンドをわずかに上回る程度で、ブローニングM1918自動小銃よりも軽かった。また、交換が容易な銃身を備えることは、M1918と比較した際の大きなアドバンテージだった。ジョンソンは21ポンドという重さ、ガス圧作動方式の構造上火薬のススが溜まりやすいこと、銃身交換に手間が掛かること、使用頻度が高いので頻繁なオーバーホールが求められることをM1918A2の大きな欠点と捉えていた。
しかし、いずれにせよジョンソン軽機関銃は小銃と同様に制式採用が見送られた。ヨーロッパ各国を巡って行った売り込みでは、いくつかの国がジョンソン軽機関銃に興味を示したものの、発注は行われなかった。これらの銃器のさらなる改良を進めるべく、ジョンソンはジョンソン・オートマティクス社（Johnson Automatics, Inc.）を設立し、改良を加えた小銃および軽機関銃に対し、軍での採用を想定したM1941という名称を与えた。
こうして発表されたM1941軽機関銃に興味を示したのが、オランダ購買委員会（Netherlands Purchasing Commission , NPC）だった。オランダでは、オランダ領東インド陸軍（蘭印陸軍）の装備を更新するための近代的な火器が求められていた。デモンストレーションを経て、NPCはジョンソン軽機関銃およびジョンソン小銃を購入した。ジョンソン社は製造設備を保有していなかったため、クランストンの繊維工場を買収し、オランダとの契約に基づく銃器製造を担うメーカーとしてクランストン・アームズ社（Cranston Arms Company）が立ち上げられた。ただし、直後に始まった日本軍の侵攻（蘭印作戦）の影響で、現地に届いたジョンソン軽機関銃はごくわずかだった。

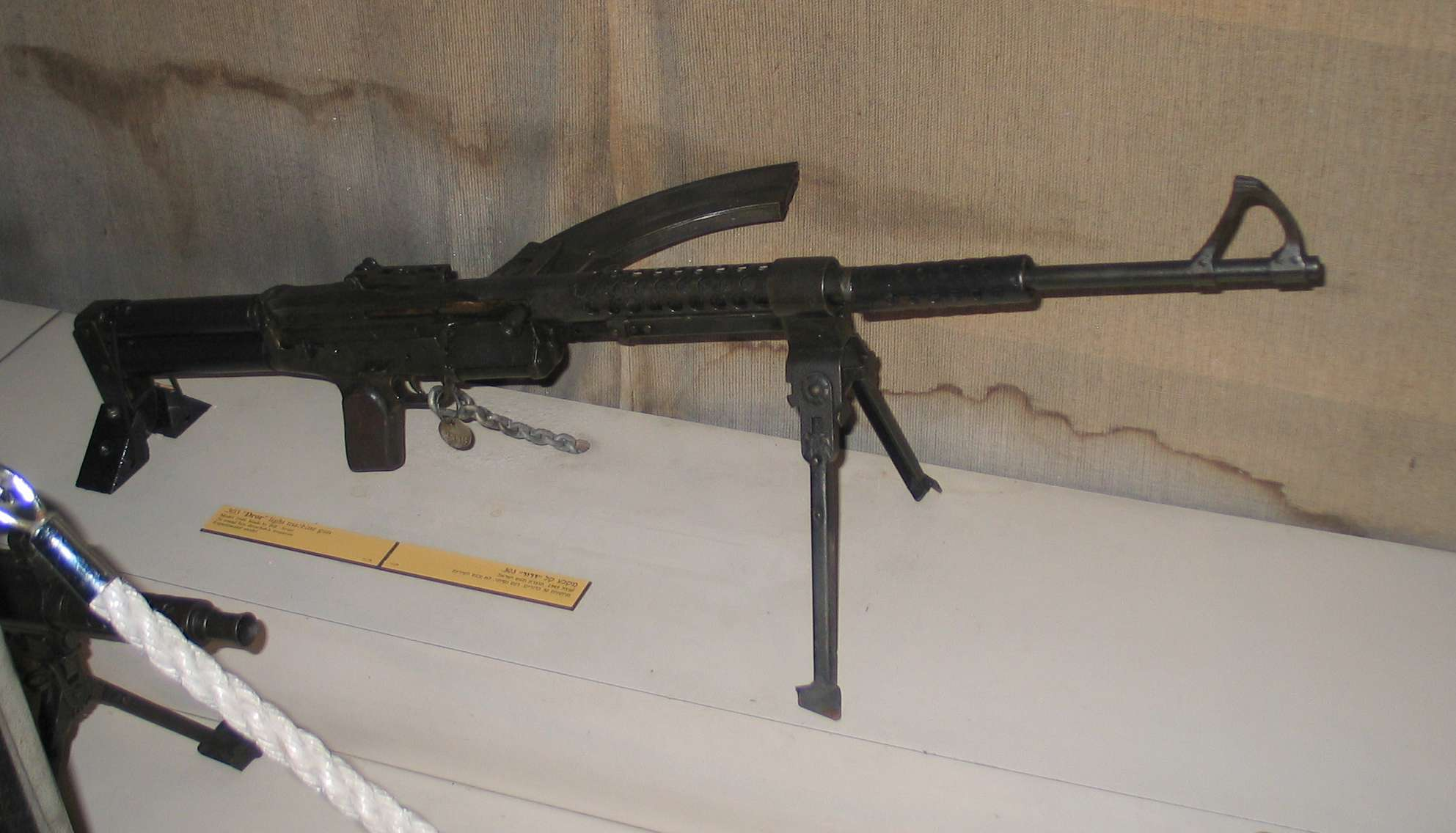
ドロールM1949

その後、M1944として知られる改良型が発表された。しばしば故障が指摘された機関部の再設計が行われたほか、銃床は表面にブラスチックをかぶせた金属パイプ製、グリップはプラスチック製に改められ、木製部品は全て除去された。着脱式の二脚も廃止され、代わりに一体式の短脚が採用された。短脚は折りたたむとフォアグリップとして使用できた。銃床のバッファスプリングを交換すると、射撃速度を350発/分から750発/分まで変更することができた。騎兵や空挺隊員向けのオプションとして、20インチの単銃身も設計された。
1943年12月、10丁のM1944がアバディーン試験場に持ち込まれて審査を受けた。この際には悪条件下での試験で問題を来したものの、続けてクアンティコ海兵隊基地で行われた海兵装備委員会による試験では高く評価され、アメリカ海兵隊におけるM1918の後継装備として推薦された。しかし、結局は陸軍が採用を見送っていることから、部品調達など兵站上の問題を引き起こす恐れがあるとして、制式採用には至らなかった。それでもジョンソンは改良を進め、M1944E1として知られるモデルを開発した。これは後にM1945と改称された。
M1944E1ではバレルベアリングにガスポートを設け、ここから機関部のバレルサポーターへと抜けるガスの圧力を利用し銃身後退を補助することで、砂塵等の異物が混入した場合でも動作不良が起きづらくなっていた。同時に発射速度は600 - 700発/分程度まで上がっており、関連してボルト閉鎖システムも改良されている。1945年2月、M1944E1の試作品10丁を陸軍が購入し、そのうち1丁が1945年7月20日から8月6日にかけての耐久試験に用いられたが、高すぎる発射速度のため部品の破損が頻発し、試験は途中で中断されることとなった。以後も改良と試験が試みられたが、1945年9月2日の日本の降伏によってプロジェクトの重要性は大幅に低下し、同年10月に終了が宣言された。

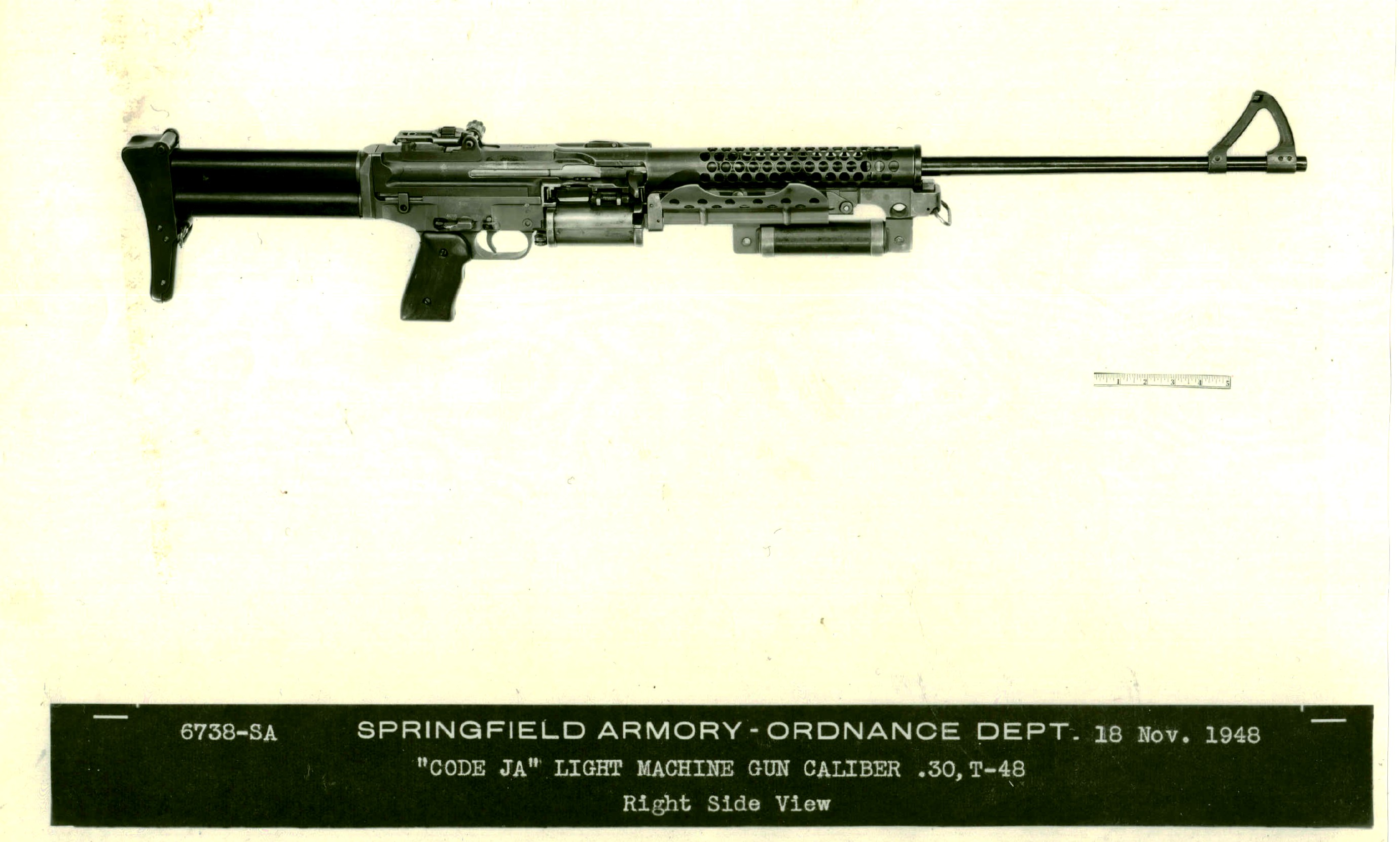
T48

M1945の最後の試験が行われている頃、陸軍武器省では、M1918とM1919A6の役割を統合した銃器の開発が試みられていた。武器省はこの火器について、交換容易な銃身、弾帯給弾、折畳式二脚、直銃床、さらにセレクティブファイア機能を備え、セミオート射撃時にはクローズドボルト、フルオート射撃時にはオープンボルトの状態から発砲を行うことといった要件を示した。M1945はこの要件に非常に近く、1946年8月には弾帯給弾への変換を可能とした試作品2丁がT40なる名称で陸軍へと引き渡された。次いで設計されたT48とT53は開発中の新弾薬T65弾（7.62x51mm NATO弾の前身）仕様のモデルで、給弾機構を交換すれば、20連発箱型弾倉と弾帯のどちらからでも給弾が行えた。しかし、終戦によって小火器開発の重要性が低下したことに加え、ジョンソン社の財政上の問題も重なり、1948年初頭には関連する全てのプロジェクトが放棄された。
1950年代に入ると、イスラエルでM1944を原型とするドロール軽機関銃が開発された。

## 運用

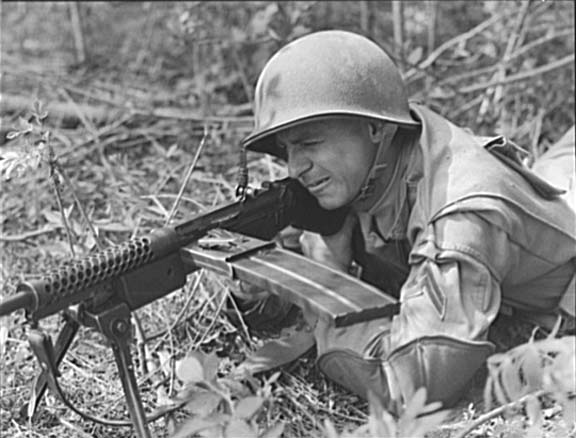
M1941軽機関銃を射撃するパラマリーンズの隊員（1943年）

アメリカ海兵隊では、1941年に編成された落下傘部隊（パラマリーンズ）向けの装備として、軽量かつ火力に優れ、銃身および銃床の取り外しも容易なジョンソン軽機関銃に注目が集まった。そしてジョンソン社とNPCを交えた協議を経て、パラマリーンズにも必要なだけのジョンソン軽機関銃が供給されることとなった。そのほか、特殊部隊マリーン・レイダーズでも比較的少数が調達された。また、米加軍合同特殊部隊である悪魔の旅団もパラマリーンズと同じ理由からジョンソン軽機関銃に注目し、1943年6月29日には海兵隊から125丁を譲り受けている。
秘密活動部局である戦略情報局（OSS）でも、分解して隠匿することが容易であるとして、ジョンソン軽機関銃およびジョンソン小銃を少数使用した。
第二次世界大戦後には、フィデル・カストロ率いるゲリラがバティスタ政権に対するキューバ革命の際に使用したことが知られる。皮肉なことに、カストロがキューバを支配するようになった後には、反共キューバ人部隊がカストロに対する抵抗のためにジョンソン軽機関銃を使用した。
実戦では高い精度や交換が容易な銃身などが高評価された一方、ジャングルでは背の高い照準器や側面弾倉が草木に絡まることが多かったほか、弾倉を携行するためのポーチが十分供給されていないことも問題として指摘された。

## 試作カービン

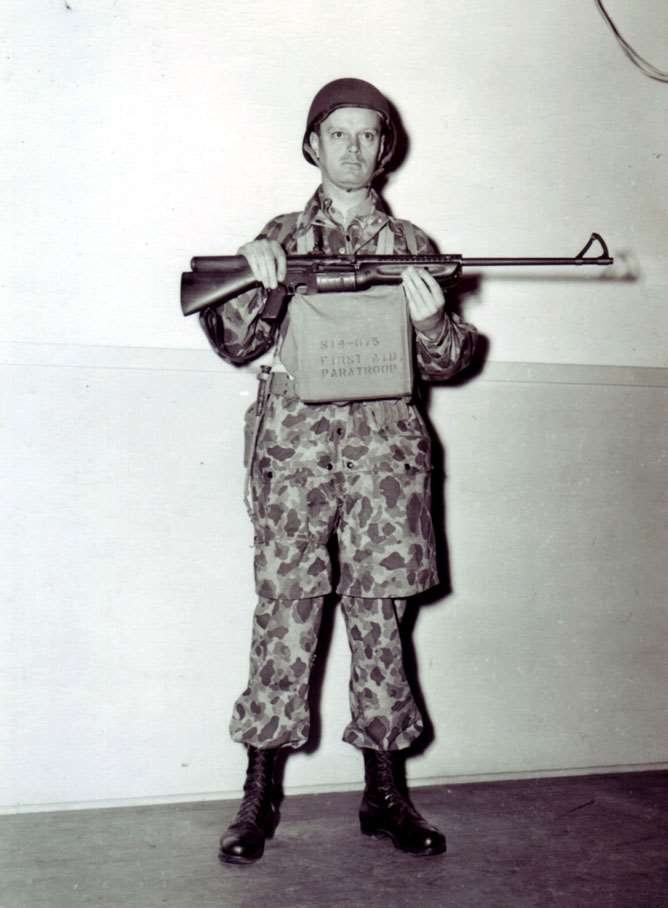
ジョンソン・オートカービンを手にするパラマリーンズ隊員。このオートカービンはトーガソンから貸し出されたものである

蘭印陸軍に属する東インド人の兵士は、アメリカ人よりも小柄であり、彼らにとってジョンソン小銃は長すぎて扱いにくいのではないかと考えられた。そこで、より短く使いやすい小銃としてジョンソン・オートカービンの設計が行われた。オートカービンは、基本的にはジョンソン軽機関銃の給弾機構をジョンソン小銃と同じ固定式の10連発ロータリー型弾倉に改め、小型軽量化のための小改良を加えたものである。軽機関銃用の22インチ銃身がそのまま取り付けられいるため、十分な射撃精度があるとされた。構造は共通しており、外見も良く似てはいたものの、少なからぬ部品が軽機関銃や小銃と互換性のない専用設計であった。重量は8.75 lb (3,970 g)、全長は38 in (970 mm)であった。試作銃は5丁作られたことが知られており、いずれも細部の設計が異なる。オートカービンの設計にあたり、ジョンソンは軽機関銃とオートカービンのみで部隊を武装させる構想を語っていた。
当時、海兵隊とジョンソン社の連絡役を務めていたハリー・L・トーガソン海兵中尉（Harry L. Torgerson）は、ジョンソンが設計した一連の自動火器を極めて高く評価していた。トーガソンは1941年9月に海兵隊装備委員会の要請のもと落下傘降下およびジョンソン軽機関銃の射撃の実演を行い、この時の検討を経て設置されたパラマリーンズにも参加していた。クラクストンの工場を訪問した際、トーガソンはオートカービンを実際に射撃し、甚く感銘を受けた。本来、試作銃の持ち出しは禁じられていたのだが、最終的にジョンソンはトーガソンに試作銃を引き渡すことを認めた。ブーゲンビル島の野営地などでオートカービンを手にするトーガソンの写真が何枚か残されており、細部の違いが認められることから少なくとも2丁がトーガソンに引き渡されていたと考えられている。トーガソンは退役後も製造番号S-5の試作銃を所有していた。このS-5番の試作銃は、オートカービンの唯一の現存品である。
1946年後半、アルゼンチンからの要望に基づき、M1947として知られるカービン銃が1丁のみ試作されたものの、情報はほとんど残されていない。以前のオートカービンとは異なるが、設計には軽機関銃と共通した部分があったと言われている。アルゼンチンは購入を見送り、M1947の追加の製造は行われなかった。1949年、ジョンソン社は破産した。